# Chery Tiggo 5X

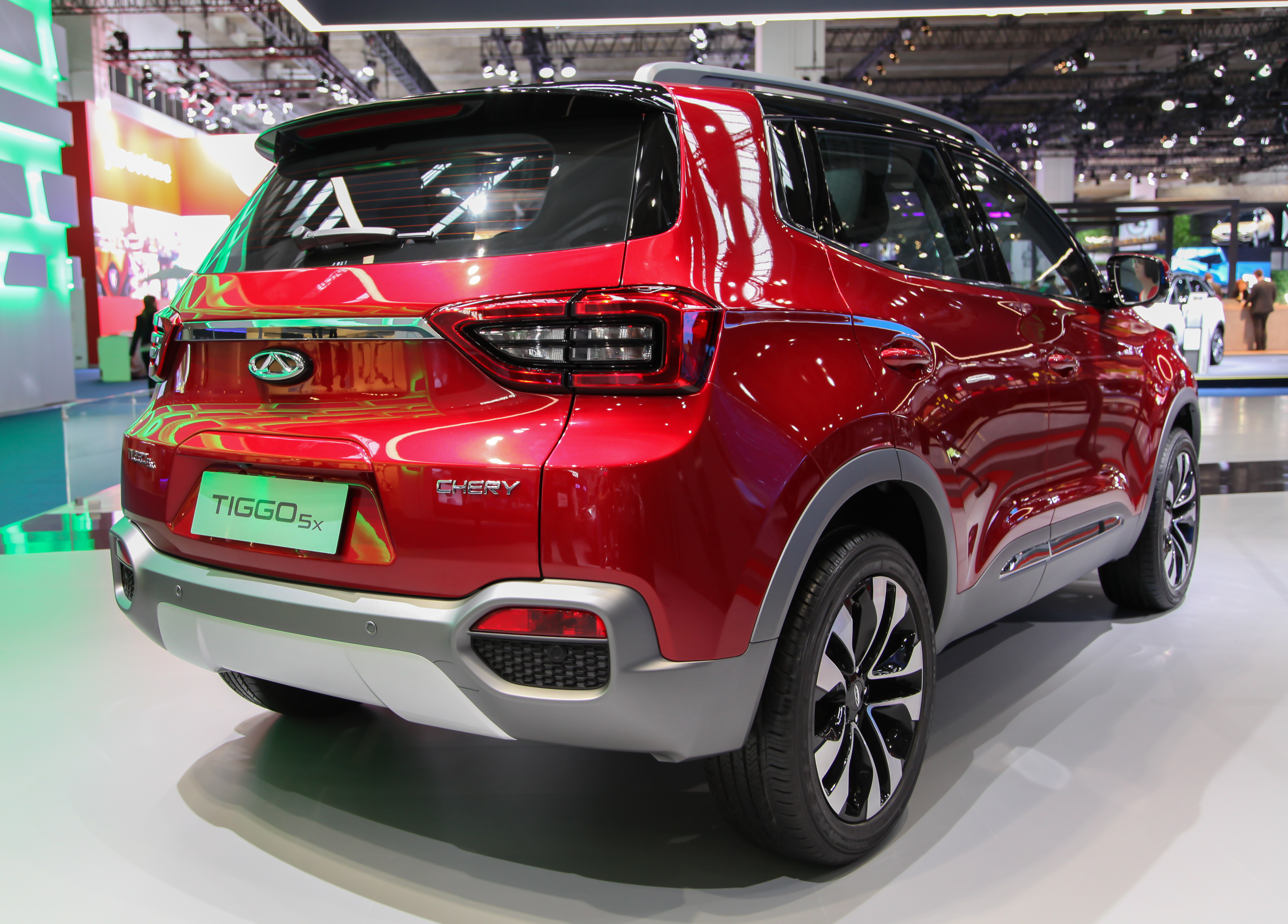
Heckansicht

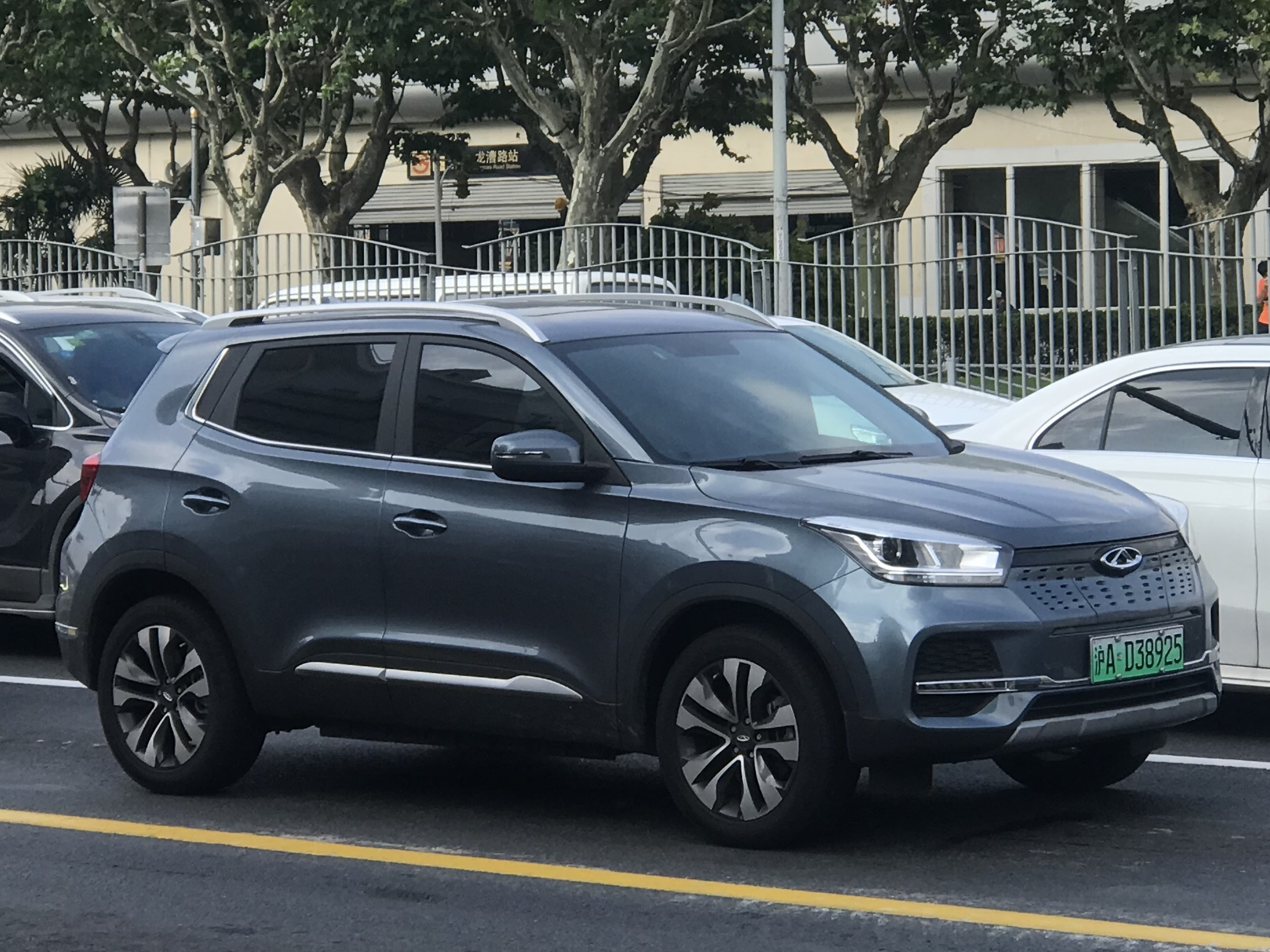
Chery Tiggo e

Der Chery Tiggo 5X ist ein seit 2017 angebotenes SUV des chinesischen Automobilherstellers Chery Automobile.

## Geschichte
Das Fahrzeug wurde in China im Frühjahr 2017 auf der Shanghai Auto Show vorgestellt und wird seit September 2017 auf dem chinesischen Markt verkauft. In Europa hatte der Tiggo 5X seine Premiere auf der Internationalen Automobil-Ausstellung im September 2017 in Frankfurt am Main. Im Juli 2020 führte Chery eine überarbeitete Version des Tiggo 5 ein. Ein weiteres Facelift erfolgte im September 2024.
Auf manchen Märkten in Südamerika und Russland wird das SUV als Chery Tiggo 4 angeboten, teilweise ist der Radstand, abhängig vom Verkaufsland, 20 mm kürzer. In Malaysia wird die Baureihe seit Juli 2025 als Chery Tiggo Cross angeboten. Das 2013 eingeführte Modell Chery Tiggo 5 wurde bis 2021 parallel zum Tiggo 5X weitergebaut.
Der italienische Automobilhersteller DR Automobiles präsentierte im März 2020 mit dem DR 5.0 eine nahezu baugleiche Variante der Baureihe.

## Sicherheit
Beim 2018 von C-NCAP durchgeführten Crashtest wurde das Fahrzeug mit vier Sternen bewertet und erhielt eine Gesamtpunktezahl von 53,4. Die Website Chinapev.com schätzt im Jahr 2019 die unterhalb der Stoßfänger befindlichen Stoßträger mit Blechstärken von 1,3 mm vorn und 1,26 mm als zu leicht verformbar ein. Sie kritisieren auch die geringe Länge der Knautschzone an der Front und das Fehlen eines Pralldämpfers.

## Technik
Das Fahrzeug basiert auf der T1X-Plattform von Chery.

### Fahrwerk
An der Vorderachse hat das Fahrzeug MacPherson-Federbeine mit Querlenkern, an der Hinterachse eine Mehrlenkeraufhängung.

### Motoren
Angetrieben wird das SUV entweder vom seit Markteinführung erhältlichen, aus dem Vorgängermodell bekannten turbogeladenen 1,5-Liter-Ottomotor mit 108 kW (147 PS) maximaler Leistung oder vom seit Herbst 2018 angebotenen, nichtaufgeladenen Ottomotor mit geringfügig abweichendem Hubraum mit einer maximalen Leistung von 85 kW (116 PS). Der Tiggo 5X beschleunigt mit dem leistungsstärksten Motor in 9,7 Sekunden von 0 auf 100 km/h und erreicht eine Höchstgeschwindigkeit von 190 km/h.
Der Tiggo 4 hat einen 2,0-Liter-Ottomotor mit einer maximalen Leistung von 90 kW (122 PS). Die Höchstgeschwindigkeit beträgt 180 km/h; in 11,3 Sekunden beschleunigt das Fahrzeug von 0 auf 100 km/h. 

## Technische Daten
|                                            | 1.5 (1)               | 1.5                       | 1.5                       | 1.5                       | 2.0 (1)                | 1.5T                               | 1.5T                             | e                           |
| ------------------------------------------ | --------------------- | ------------------------- | ------------------------- | ------------------------- | ---------------------- | ---------------------------------- | -------------------------------- | --------------------------- |
| Bauzeitraum                                | seit 06/2025          | 10/2018–06/2019           | 06/2019–04/2023           | seit 04/2023              | 03/2019–09/2022        | seit 09/2017 (2)                   | 10/2019–03/2024                  | seit 08/2019                |
| Motorkenndaten                             |                       |                           |                           |                           |                        |                                    |                                  |                             |
| Motorart                                   | Ottomotor             | Ottomotor                 | Ottomotor                 | Ottomotor                 | Ottomotor              | Ottomotor                          | Ottomotor                        | Elektromotor                |
| Motorbauart                                | R4                    | R4                        | R4                        | R4                        | R4                     | R4                                 | R4                               | Elektromotor                |
| Motoraufladung                             | –                     | –                         | –                         | –                         | –                      | Turbolader                         | Turbolader                       | –                           |
| Ventile pro Zylinder                       | 4                     | 4                         | 4                         | 4                         | 4                      | 4                                  | 4                                | –                           |
| Hubraum                                    | 1499 cm³              | 1499 cm³                  | 1499 cm³                  | 1498 cm³                  | 1971 cm³               | 1498 cm³                           | 1498 cm³                         | –                           |
| max. Leistung bei min−1                    | 83 kW (113 PS) / 6300 | 85 kW (116 PS) / 6150     | 85 kW (116 PS) / 6150     | 88 kW (120 PS) / 6300     | 90 kW (122 PS) / 5500  | 108 kW (147 PS) / 5500             | 115 kW (156 PS) / 5500           | 95 kW (129 PS)              |
| max. Drehmoment bei min−1                  | 138 Nm / 4000         | 143 Nm / 4000             | 143 Nm / 4000             | 148 Nm / 4900             | 180 Nm / 4000          | 210 Nm / 1750–4000                 | 230 Nm / 1750–4000               | 250 Nm                      |
| Kraftübertragung                           |                       |                           |                           |                           |                        |                                    |                                  |                             |
| Antrieb                                    | Vorderradantrieb      | Vorderradantrieb          | Vorderradantrieb          | Vorderradantrieb          | Vorderradantrieb       | Vorderradantrieb                   | Vorderradantrieb                 | Vorderradantrieb            |
| Getriebe, serienmäßig                      | 5-Gang-Schaltgetriebe | 5-Gang-Schaltgetriebe     | 5-Gang-Schaltgetriebe     | 5-Gang-Schaltgetriebe     | 5-Gang-Schaltgetriebe  | 6-Gang-Schaltgetriebe              | 6-Stufen-Doppelkupplungsgetriebe | 1-Stufen-Reduktionsgetriebe |
| Getriebe, optional                         | –                     | (Stufenloses Getriebe)    | (Stufenloses Getriebe)    | (Stufenloses Getriebe)    | (Stufenloses Getriebe) | (6-Stufen-Doppelkupplungsgetriebe) | –                                | –                           |
| Messwerte                                  |                       |                           |                           |                           |                        |                                    |                                  |                             |
| Höchstgeschwindigkeit                      | 175 km/h              |                           | 175 km/h (165 km/h)       | 175 km/h (165 km/h)       | 180 km/h               | 185–190 km/h                       | 185 km/h                         | 160 km/h                    |
| Beschleunigung, 0–100 km/h                 | 13,9 s                |                           |                           |                           | 11,3 s                 | 9,7–10,0 s                         |                                  |                             |
| Kraftstoffverbrauch auf 100 km, kombiniert | 7,4 l Super           | 6,6 l Super (7,2 l Super) | 6,9 l Super (7,5 l Super) | 7,0 l Super (6,8 l Super) | 8,2 l Super            | 6,6 l Super (6,5–6,9 l Super)      | 7,1 l Super                      | –                           |
| Abgasnorm                                  | Euro 5                | China V                   | China VI                  | China VI                  | Euro 5                 | China V                            | China VI                         | –                           |

- Werte in runden Klammern gelten für Fahrzeuge mit optionalem Getriebe.